# Ghi hình
Ghi hình, thu hình hay làm video là quá trình sản xuất nội dung video. Nó tương đương với quá trình làm phim, nhưng các hình ảnh được ghi lại bằng kỹ thuật số thay vì trên chất liệu phim nhựa. Có tất cả ba khâu trong quá trình ghi hình: khâu tiền sản xuất, khâu ghi hình (hay còn gọi là khâu lấy ảnh chính) và khâu hậu kỳ.